# Институт органического синтеза и углехимии
Институт органического синтеза и углехимии — ведущее в Казахстане научное учреждение в области углехимической науки. Создан в 1983 году на базе Отделения органической химии Химико-металлургического института АН КазССР в соответствии с Распоряжением Совета Министров СССР №948 от 20 мая 1983 года, Постановлением Совета Министров Казахской ССР №272 от 21 июня 1983 года и Постановлением Президиума Академии наук Казахской ССР №115 от 07 июля 1983 года.

## Научные подразделения
- Лаборатория химии угля
- Лаборатория химии полимеров
- Лаборатория синтеза биологически активных веществ
- Лаборатория электрокатализа и квантово-химических исследований
- Лаборатория спектроскопии
- Группа прикладных разработок

## Основные научные направления
- каталитическая гидрогенизация углей;
- технология получения гуминовых продуктов многоцелевого назначения;
- получение угольных природносинтетических полимеров;
- создание новых материалов с заданными свойствами на основе карбидного ацетилена и продуктов коксохимии